# ノルウェー銀行

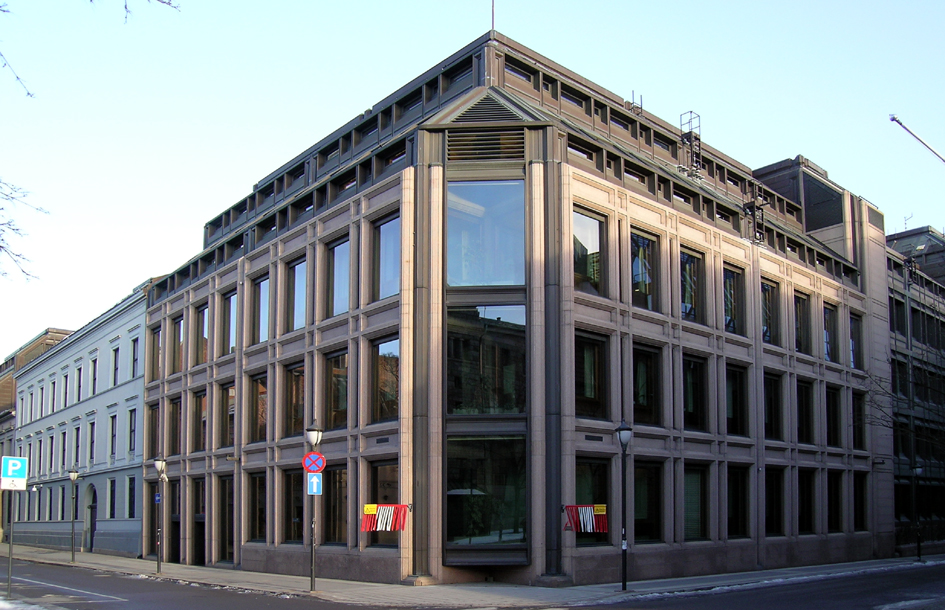
Norges Bank

ノルウェー銀行（ノルウェーぎんこう、ノルウェー語：Norges BankあるいはNoregs Bank）は、ノルウェーの中央銀行。中央銀行の伝統的政策である金融システムの安定と物価の安定を目指す金融政策に加えて、ソブリン・ウエルス・ファンドであるノルウェー政府年金基金を運営する。ノルウェー王国の中央銀行であることからノルウェー中央銀行と記述されることもある。
ノルウェーは欧州連合（EU）に加盟しておらず、ユーロ圏ではないため、独自の通貨ノルウェー・クローネを発行している。
2009年12月31日時点、ノルウェー銀行は589名の従業員を有する。全ての経営陣は内閣による決定の後に、ノルウェー国王ハーラル5世が任命する。理事会の議長であるイーダ・ヴォルデン・バーチェはノルウェー中央銀行の総裁（Central Bank Governor）である。総裁と副総裁は毎年、ノルウェーで起きた多くの出来事についてスピーチを行う。

## 投資部門
Norges Bank Investment Management（NBIM）はノルウェー銀行の別部門であり、ノルウェー政府年金基金を運営する責任を負う。NBIMはノルウェー中央銀行の外貨準備も運営する。NBIMは世界的に、証券市場や金融市場に投資している。
不動産投資部門（NBREM）も含めて、日本も資産運用の対象となっている。

## 歴代総裁
歴代総裁は以下のとおりである。
- Karl Gether Bomhoff （1893年～1920年）
- Nicolai Rygg （1920年～1946年）
  - Arnold C. Ræstad （ロンドン支店長、1940年～1945年）
- Gunnar Jahn （1946年～1954年）
- Erik Brofoss （1954年～1970年）
- Knut Getz Wold （1970年～1985年）
- Hermod Skånland （1985年～1993年）
- Torstein Moland （1994年～1995年）
- Kjell Storvik （1996年～1998年）
- Svein Gjedrem （1999年～2010年）
- オイスタイン・オルセン（英語版）（2011年～2022年）
- イーダ・ヴォルデン・バーチェ（2022年～）